# 象牙色
象牙色是一種略微带黄的浅灰色。象牙色色相偏黄。這一顏色的名字來自象牙。人們通常將這一颜色与纯洁和优雅聯繫起來。在西方國家，人們會在婚禮等場合看到這一顏色。